# Keep Calm and Carry On

Affiche Keep Calm and Carry On (1939).

Keep Calm and Carry On (en français, « restez calme et continuez normalement ») était une affiche produite par le gouvernement britannique en 1939 au début de la Seconde Guerre mondiale, destinée à relever le moral de l'opinion publique britannique en cas d'invasion. Elle était peu connue et n'a jamais été utilisée. L'affiche a été redécouverte en 2000 et a été réimprimée par un certain nombre d'entreprises privées, et utilisée comme thème de décoration pour toute une gamme de produits. Jusqu'en 2012, seulement deux exemplaires connus de l'affiche originale subsistaient, en dehors des archives du gouvernement ; un certain nombre d'exemplaires ont depuis été redécouverts.

## Histoire
L'affiche a été initialement produite par le ministère de l'Information en 1939 au début de la Seconde Guerre mondiale. Elle était destinée à être affichée en vue de renforcer le moral dans le cas d'une défaite. Deux millions et demi d'exemplaires ont été imprimés, même si l'affiche n'a été diffusée qu'en nombre limité. Le concepteur de l'affiche n'est pas connu.
L'affiche était la troisième d'une série de trois. Les deux précédentes affiches de la série « Your Courage, Your Cheerfulness, Your Resolution Will Bring Us Victory » (« Votre courage, votre gaieté, votre résolution nous apporteront la victoire ») (800 000 exemplaires imprimés en deux formats plus ou moins larges) et « Freedom Is In Peril, Defend It With All Your Might » (« La liberté est en péril, défendez-la de toutes vos forces ») (400 000 exemplaires imprimés) ont été diffusées et utilisées à travers le pays pour remotiver la population, car le ministère de l'information supposait que dans les premières semaines de la guerre elle serait démoralisée. La décision de préparer les affiches a été prise en avril 1939 ; en juin la conception a été achevée, et en août 1939, elles étaient en route vers l'impression, pour être affichées dans les 24 heures après le déclenchement de la guerre. Les affiches ont été conçues pour avoir une disposition uniforme, un design associé avec le ministère de l'Information, avec des caractères uniques et reconnaissables, avec un message du roi à son peuple.
Les slogans ont été créés par des fonctionnaires, avec M. Waterfield ajoutant « Your Courage » comme un « cri de guerre de ralliement qui fera ressortir le meilleur en chacun de nous et nous donnera, en même temps, un caractère offensif ». Ces affiches ont été particulièrement conçues comme « une déclaration du devoir de chaque citoyen », non-picturale, elle devait être accompagnée par des dessins plus familiers. L'affiche Your Courage a été beaucoup plus célèbre pendant la guerre, car ce fut la première des affiches du ministère de l'Information.

## Redécouverte et commercialisation

### Affiche ou souvenir
En 2000, une copie de l'affiche « Keep Calm and Carry On » a été redécouverte chez Barter Books, une librairie de livres d'occasion à Alnwick, dans le Northumberland. Comme le Crown Copyright sur les œuvres artistiques créées par le gouvernement britannique expire après 50 ans, l'image est maintenant dans le domaine public. Les propriétaires du magasin, Stuart et Marie Manley, ont ainsi pu réimprimer des copies à la demande des clients, comme l'ont fait d'autres, en Grande-Bretagne et à l'étranger. Il a inspiré des gammes de vêtements, de tasses, de paillassons, de vêtements de bébé et d'autres marchandises, ainsi qu'un livre de citations de motivation.
Des parodies de l'affiche, ayant la même typographie mais avec la phrase ou le logo modifié (par exemple, une couronne à l'envers avec la mention Now Panic and Freak Out (« Maintenant paniquez et flippez »), ont également été vendues. Selon la rubrique consacrée à la Grande Bretagne de la revue The Economist l'affiche revêt une « nostalgie d'un certain caractère britannique, d'une certaine attitude », et « exploite directement l'image mythique que le pays a de lui-même: courageux sans prétention, juste un peu guindé, buvant du thé pendant que les bombes tombent. » Son message a également été ressenti comme pertinent durant la récession de la fin des années 2000 et a été adopté en tant que devise officieuse par les infirmières britanniques, l'affiche apparaissant dans les salles de garde du personnel des hôpitaux avec une fréquence croissante tout au long des années 2000. Des marchandises avec l'image ont été commandées en masse par les entreprises financières et des agences de publicité américaines et allemandes.
Elle est apparue sur les murs des lieux aussi divers que l'unité de la stratégie du Premier ministre au 10 Downing Street, le bureau de lord Chamberlain au palais de Buckingham et l'ambassade américaine en Belgique. Manleys a vendu quelque 41 000 affiches facsimilées entre 2001 et 2009.
En 2011, un ancien producteur de télévision, Mark Coop, après avoir échoué à déposer le slogan « Keep calm and carry on » auprès de l'Office britannique de la propriété intellectuelle, a réussi à le faire enregistrer comme marque communautaire auprès de l'Union européenne. Les Manley et d'autres commerçants vendant des affiches avec ce slogan ont décidé de formuler un recours, arguant que l'on ne peut transformer un slogan historique en marque. Leur requête a été rejetée, et le slogan de guerre est toujours une marque déposée en Europe.

### Autre média
Depuis son apparition en 2007, dans le roman graphique d'Alan Moore et de Kevin O'Neill The League of Extraordinary Gentlemen: Black Dossier, l'affiche et ses parodies sont apparues dans presque tous les médias traitant de la conception graphique et de la parodie graphique. De nombreuses versions de cette affiche font référence aux mèmes de la culture populaire, du mariage royal au jeu vidéo Mario sur le principe du Snowclone. Le texte et parfois l'icône, les couleurs et même la police peuvent être modifiées pour s'accorder à la blague.
Le groupe Clutch a utilisé l'expression dans leur chanson Struck Down, tiré de l'album Strange Cousins From The West de 2009.
Le groupe gallois Stereophonics a repris ce slogan comme titre de son album sorti en 2009.

## Galerie

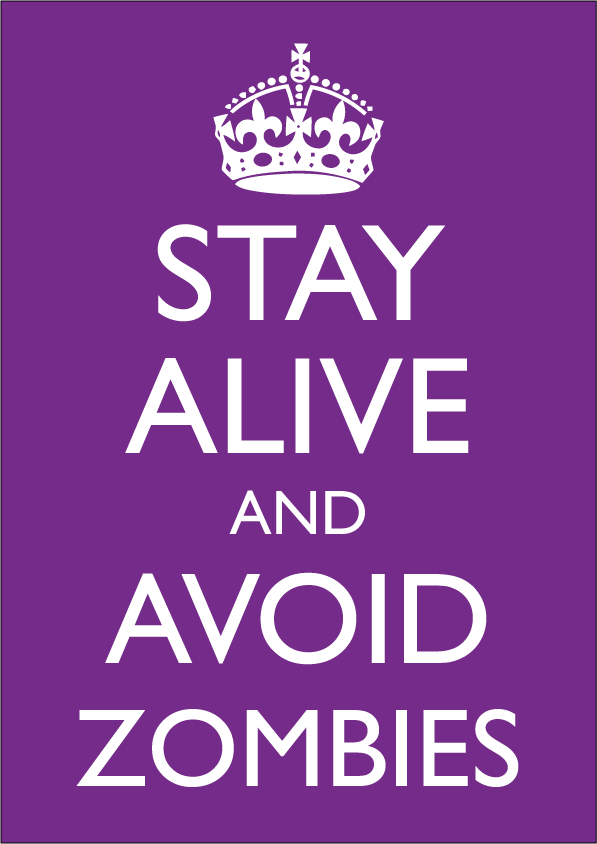
Poster parodique disant "reste en vie et évite les zombies", 2009.
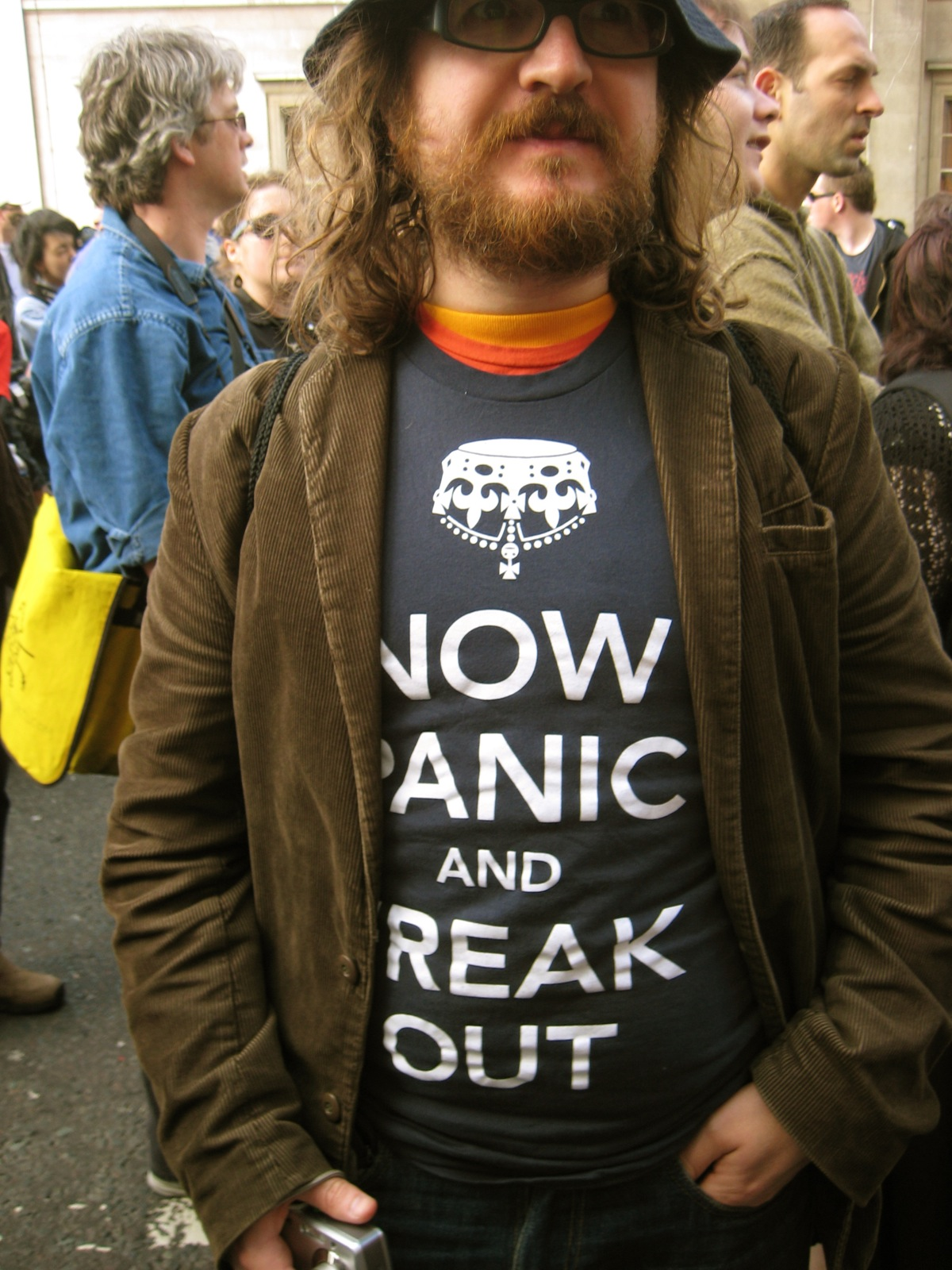
T-shirt parodique disant "Maintenant paniquez et flippez", 2009.
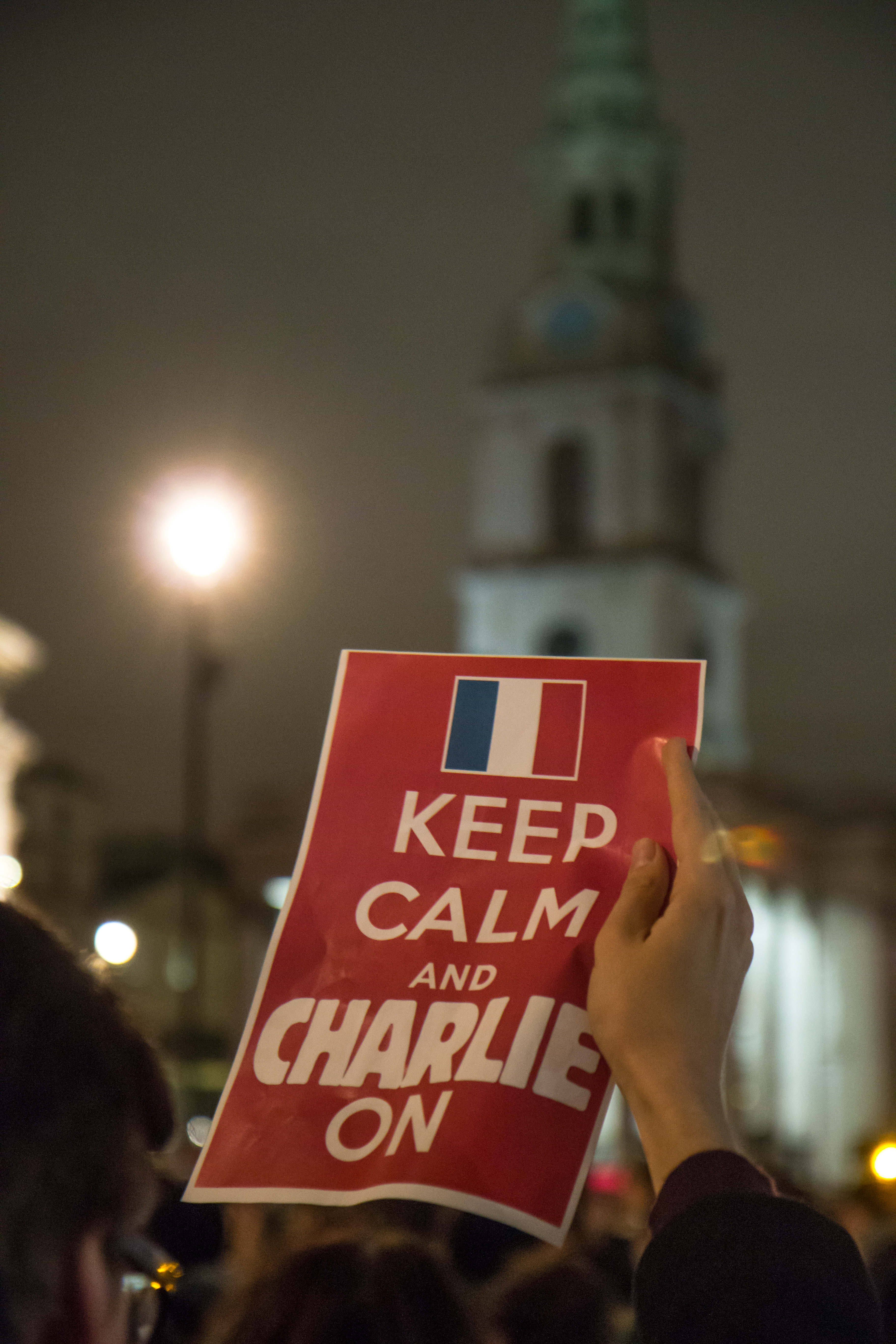
À Trafalgar Square en hommage aux victimes l'Attentat contre Charlie Hebdo, 2015.
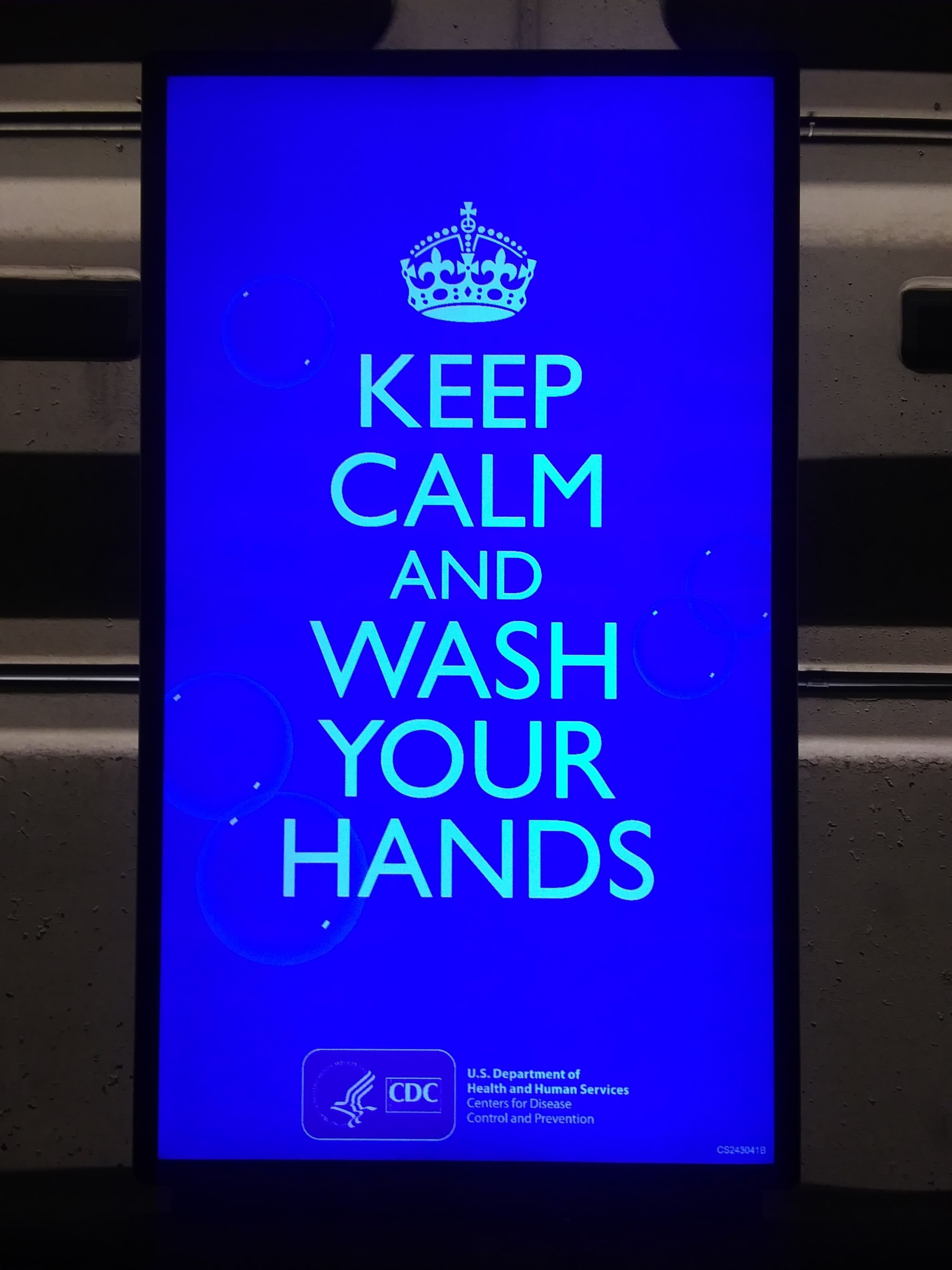
Écran publicitaire dans le Métro de Washington durant la Pandémie de Covid-19 disant "restez calme et lavez vos mains", 2020.